# ویتوتاس ژالاکویچیوس
ویتوتاس ژالاکویچیوس (لیتوانیایی: Vytautas Žalakevičius; ۱۴ آوریل ۱۹۳۰ – ۱۲ نوامبر ۱۹۹۶) کارگردان فیلم، فیلم‌نامه‌نویس اهل لیتوانی بود.
وی همچنین برندهٔ جوایزی همچون جایزه دولتی اتحاد شوروی و هنرمند مردمی جمهوری شوروی فدراتیو سوسیالیستی روسیه شده‌است.